# Kapela bl. Alojzija kardinala Stepinca u Lupinjaku
U malom naselju Lupinjak, u općini Humu na Stuli, sagrađena je hodočasnika kapela posvećena blaženom Alojziju Stepincu. Spada pod župu Taborsko. To je jedina crkvena građevina na tom području posvećena bl. Stepincu.
Ideja o gradnji pojavila se 1991. godine na inicijativu graditelja kapele - predsjednika organizacijskog odbora za gradnju kapele Branka Lupinski, te uz veliku pomoć tadašnjeg župnika velečasnog Marka Cerjanec. Sama gradnja započela je 1998. godine. te je trajala do blagoslova 2001. godine. Za izgradnju i uređenje bile su skupljanje donacije župljana i donatora, a svojim prilozima u izgradnju kapelice uključili su se i slovenski vjernici te vjernici susjednih župa.
Zagrebački nadbiskup Josip Bozanić kapelu je blagoslovio 30. lipnja 2001. godine. Predvodio je misno slavlje zajedno s 13 hrvatskih i slovenskih svećenika, među kojima je bio i postulator kauze bl. Stepinca prelat Juraj Batelja.